# أرخبيل ألور

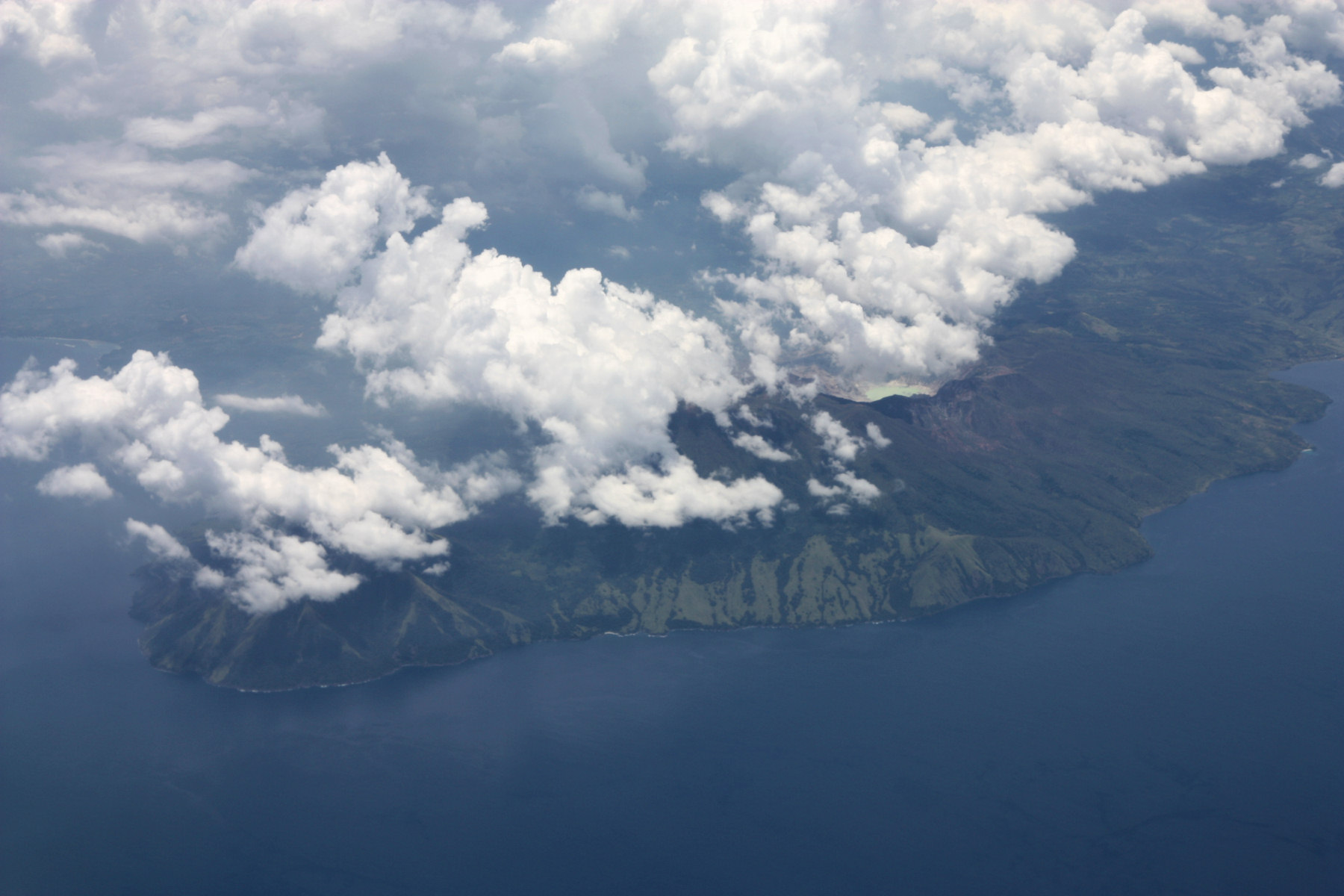
جزيرة بانتار أحد جزر الأرخبيل

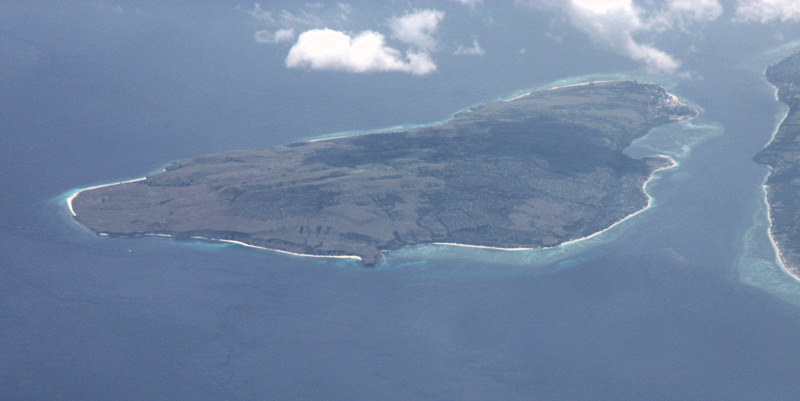
جزيرة كانجه، أصغر جزر الأرخبيل والتي تجاور جزيرة بانتار

يقع أرخبيل ألور في الطرف الشرقي لجزر سوندا الصغرى.
جزيرة ألور هي أكبر جزيرة في الأرخبيل الذي يقع في نهايته الشرقية. من الجزر الأخرى في الأرخبيل هي جزيرة بانتار وجزيرة كيبا وجزيرة بوايا وجزيرة تيرنات (ألور) (وهي غير جزيرة تيرنات في شمال جزر الملوك) وجزيرة بورا وجزيرة تيريوينغ.
تتبع الجزر إدارياً مقاطعة نوسا تنقارا الشرقية. ينقسم وتقسم الجزر إلى 17 مقاطعة فرعية تحوي 158 قرية، ويبلغ عدد سكانها المقدر في عام 2008 في 180487 نسمة.
يقع مضيق أومباي شرق الأرخبيل ويفصلها عن جزيرة ويتار وجزيرة أتاورو التابعة لتيمور الشرقية.
يقع مضيق ألور إلى الجنوب ويفصلها عن جزر سولور والجزء الغربي من جزيرة تيمور. تقع بحر باندا إلى الشمال وتقع إلى الغرب بقية جزر سوندا.